# Laurentiuskirche (Niedermittlau)

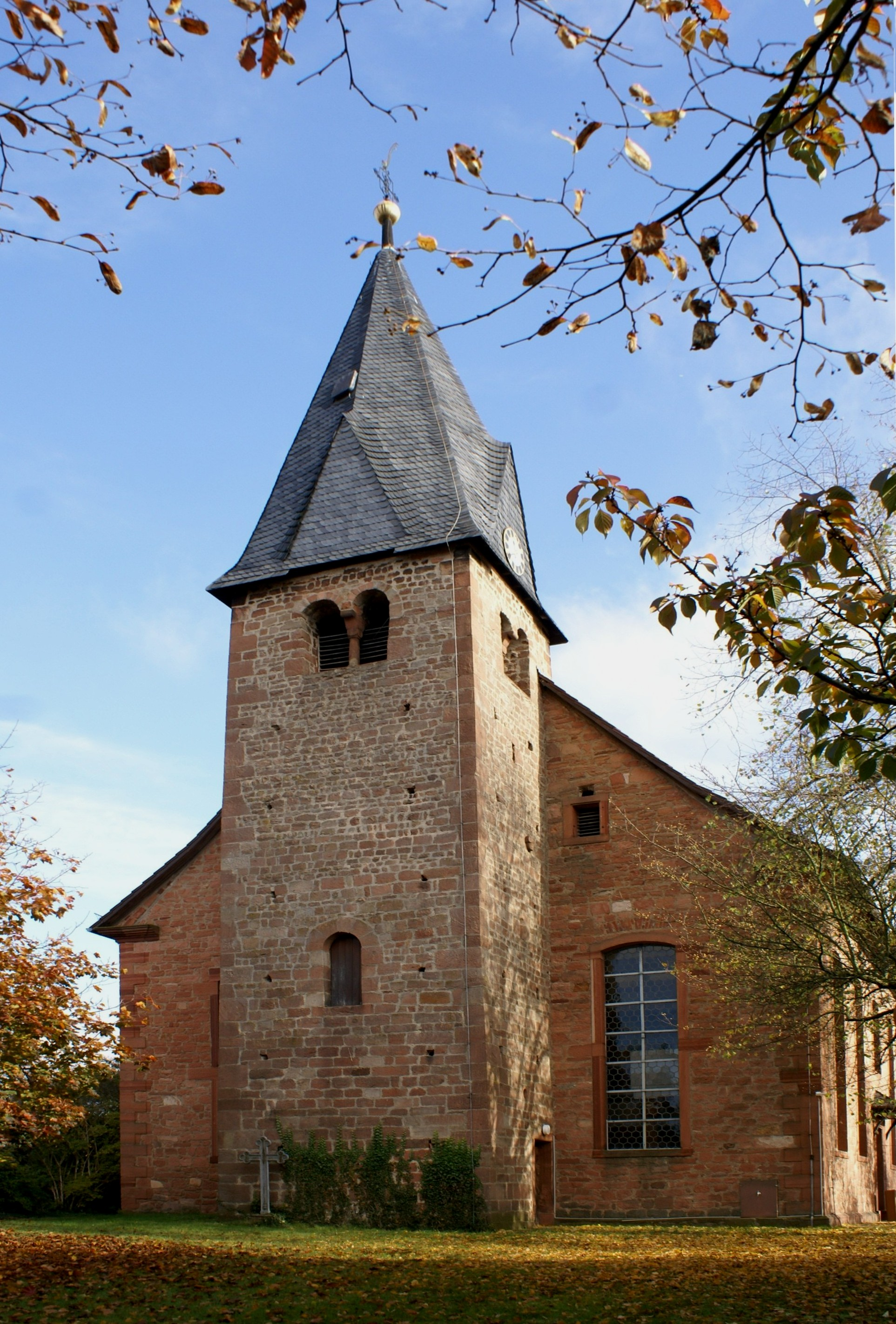
Laurentiuskirche in Niedermittlau

Die Evangelische Laurentiuskirche ist ein denkmalgeschütztes Kirchengebäude in Niedermittlau, einem Ortsteil von Hasselroth im Main-Kinzig-Kreis in Hessen. Die Kirche gehört zur Kirchengemeinde Hasselroth im Kirchenkreis Kinzigtal im Sprengel Hanau-Hersfeld der Evangelischen Kirche von Kurhessen-Waldeck.

## Beschreibung
Der quadratische Kirchturm wurde 1030 gebaut. Das Kirchenschiff wurde unter Verwendung von Spolien des Vorgängerbaus 1780 erneuert, weil das alte im Dreißigjährigen Krieg schwer beschädigt wurde. Im Osten hat das Kirchenschiff einen Schweifgiebel. Der Kirchturm hat im obersten Geschoss aus Biforien gebildete Klangarkaden, hinter denen sich der Glockenstuhl befindet. Bedeckt ist der Turm mit einem achtseitigen, schiefergedeckten, spitzen Helm, der die Turmuhr beherbergt und der über den Biforien fensterlose Dachgauben hat. Auf der Südseite ist über einem Ochsenauge ein Gaffkopf eingemauert. Die U-förmige Empore im Innenraum stammt aus der Erbauungszeit. Die Orgel, die 1855 von Ratzmann gebaut wurde, steht ebenfalls auf einer Empore. Rechts neben der Kanzel ist ein Sakramentshaus eingemauert, das aus dem Chor der Vorgängerkirche stammt.